# Кловердејл (Вирџинија)
Кловердејл (енгл. Cloverdale) насељено је место без административног статуса у америчкој савезној држави Вирџинија.

## Демографија
По попису из 2010. године број становника је 3.119, што је 133 (4,5%) становника више него 2000. године.
| Група             | 2000.         | 2010.         |
| Белци             | 2.834 (94,9%) | 2.884 (92,5%) |
| Афроамериканци    | 66 (2,2%)     | 112 (3,6%)    |
| Азијати           | 35 (1,2%)     | 27 (0,9%)     |
| Хиспаноамериканци | 23 (0,8%)     | 72 (2,3%)     |
| Укупно            | 2.986         | 3.119         |